# Virtual Riot
Christian Valentin Brunn, född 20 juli 1994 i Marl i Tyskland, känd under sitt artistnamn Virtual Riot, är en tysk producent av elektronisk musik och DJ som framförallt fokuserar på genrer som melodisk dubstep, Future Bass och Electrohouse.
Virtual Riot startade sin karriär i maj 2011 med EP:n "From Space" och sen dess har han publicerat flera album, EP och singlar, bland annat albumet There Goes Your Money år 2013. Han skrev kontrakt med det amerikanska skivbolaget Disciple Recordings 2014. På hans sociala medier och Youtubekanal beskrivs hans EDM-inspelningar som drömliknande. Hans influenser är bland andra Skrillex och Girl Talk.

## Referenser

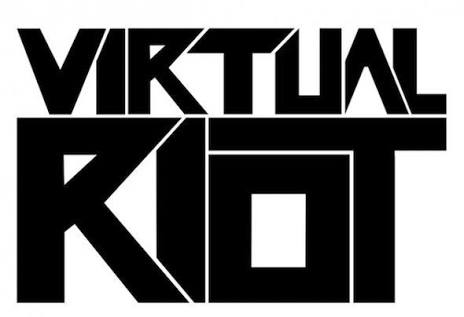